# 塞吉
塞吉，是匈牙利包尔绍德-奥包乌伊-曾普伦州所辖的一个村。总面积9.05平方公里，总人口319，人口密度35.2人/平方公里（2011年1月1日）。